# Fehér Atyák
A Fehér Atyák papi kongregáció Charles Martial Lavigerie bíboros által alapított római katolikus szerzetesrend. Központja Rómában van, Magyarországon nincsenek jelen.

## Történetük és tevékenységük
A Fehér atyákat Lavigerie bíboros 1868-ban alapította a célból, hogy Afrika evangelizálásán dolgozzanak. Lavigerie bíboros elsődleges célja az volt, hogy az észak-afrikai mohamedánok között legyen a keresztény szeretet tanúja, de a rend úgy döntött alakulásakor, hogy fő célja egész Afrika evangelizálása legyen. Ehhez elsősorban helyben alakítanak ki apostoli közösségeket.
A Fehér atyák minél teljesebben igyekeznek alkalmazkodni a helybéli kultúrához, s kiállnak a társadalmi igazságtalanság ellen. Az alkalmazkodás terén teljesen alávetik magukat a helyi egyházi hatóságoknak. Valamennyi szerzetes megtanulja működési területének afrikai nyelvét. Céljuk az is, hogy a helyi közösségekből neveljenek ki úgynevezett bennszülött papokat.
A 20. század második felétől új munkakörüknek tekintették az Európába került afrikai keresztények lelkipásztori szolgálatát.
1989-es adatok szerint 2691 szerzetes élt, körülbelül 600 házban. 1995-ös adatok szerint 473 házban 2404 rendtag, köztük 2040 pap élt.

## Fehér nővérek
A Fehér atyák segítségére Charles Martial Lavigerie bíboros 1869-ben hozta létre a Fehér nővérek rendjét, azzal a célból, hogy támogassák és segítsék az atyákat. A rend pápai jóváhagyását 1909-ben nyerte el. 1995-ben 175 helyen 1336 nővér élt.

## Fordítás
- Ez a szócikk részben vagy egészben  a   White Fathers című angol Wikipédia-szócikk fordításán alapul.  Az eredeti cikk szerkesztőit annak laptörténete sorolja fel. Ez a jelzés csupán a megfogalmazás eredetét és a szerzői jogokat jelzi, nem szolgál a cikkben szereplő információk forrásmegjelöléseként.